# Fantasma Cinque
Fantasma Cinque (Ghost V) è un racconto fantascientifico del 1959 scritto da Robert Sheckley.

## Trama
Arnold e Gregor hanno appena creato la loro piccola impresa, la società "Planetary Decontamination Service". Il loro primo cliente, il signor Ferngraum, chiede loro di "decontaminare" un pianeta. Pare sia "infestato", in effetti, due spedizioni inviate su questo pianeta hanno dimostrato che era perfettamente abitabile sul piano fisico e biologico, ma i membri delle spedizioni sembrano essere stati attaccati dagli Spiriti che li hanno uccisi. Arnold e Gregor accettano il contratto per un compenso significativo. Andando sul pianeta, scoprono che in realtà è infestato da un gas allucinogeno in grado di materializzare i ricordi arcaici e terrificanti dei visitatori e materializzarli concretamente, contro gli esploratori. Gregor si confronta così con il personaggio accattivante e sadico che aveva immaginato nella sua infanzia e che scopre di fronte a lui! Gregor viene attaccato e quasi soccombe, quando ricorda felicemente la "formula magica" che aveva inventato in passato per far scomparire il mostro. Dicendo questa formula magica, il mostro scompare immediatamente. Quindi Gregor viene attaccato dal Seguace, un altro mostro della sua infanzia. Per sbarazzarsene, gli spara con una pistola ad acqua. Gregor spaventa il mostro abbastanza facilmente. Alla fine, viene affiancato fisicamente da Arnold, ed entrambi vengono attaccati da un terzo mostro, il Grumbler. Il problema è che Gregor non aveva mai creato alcuna arma, nessun antidoto, nessuna protezione contro questo mostro: il Grumbler è semplicemente invulnerabile! Per sfuggire al mostro trovano un modo piuttosto inaspettato: si nascondono sotto le coperte del letto. Facendolo Arnold e Gregor, salvano le loro vite e il compenso!

## Edizioni
- Robert Sheckley, Fantasma Cinque, collana Urania (collana) n° 880.

## Opere derivate
La storia "Paperino e l'isola inabitabile" di Giorgio Figus (testo) e Giorgio Cavazzano (disegni), pubblicata su Topolino 2118 il 2 luglio 1996, ricalca quasi fedelmente il racconto.
Paperino e Archimede vengono inviati su un'isola acquistata da Paperon de Paperoni e che risulta infestata da mostri, perché risolvano il problema. 
Come nel racconto, sull'isola i due incontrano la versione fisica delle loro paure infantili, ma per ognuna esiste un rimedio: una parola magica, una pistola ad acqua e da ultimo il coprirsi gli occhi. 
La differenza sostanziale nella trama è la causa del fenomeno. Nel romanzo si tratta di un gas, mentre nel fumetto il tutto era causato da un alieno che voleva creare un parco divertimenti sulla terra non tenendo conto che, nonostante sul loro pianeta veder raffigurati i mostri del proprio inconscio fosse una usanza comune e divertente, lo stesso non valeva per i terrestri.